# Tony Award

Forma stilizzata rappresentante il Tony Award

L'Antoinette Perry Award for Excellence in Theatre, comunemente noto come Tony Award, è un premio annuale che celebra i conseguimenti raggiunti nel Broadway theatre da opere teatrali o musical. 
I premi sono presentati dall'American Theatre Wing e da The Broadway League e sono riservati a produzioni o spettacoli di Broadway; particolari premi sono assegnati a teatri regionali.
Il Tony Award è considerato il più prestigioso premio nell'industria teatrale, sebbene solo statunitense, assimilabile quindi al Premio Emmy per la televisione, al Grammy Award per la musica e al Premio Oscar per il cinema; il conseguimento da parte di una singola persona di tutti e quattro i premi è noto come EGOT.
Altri prestigiosi premi per il teatro includono il Laurence Olivier Award nel Regno Unito, il Molière Award in Francia e il Premio Ubu in Italia.
Lo spettacolo che detiene il record di più Tony Award vinti è The Producers, del 2001.

## Storia
Il premio fu fondato nel 1947 da Brock Pemberton, un membro dall'American Theatre Wing. Il nome deriva da Antoinette Perry, soprannominata Tony, un'attrice, direttrice, produttrice e cofondatrice dell'American Theatre Wing, deceduta nel 1946. 
La prima cerimonia si tenne il 6 aprile 1947 al Waldorf-Astoria Hotel a New York. Tuttavia il caratteristico medaglione, disegnato da Herman Rosse, fu consegnato solo dalla cerimonia del 1949. 
Dal 1967 la cerimonia è stata trasmessa sulla televisione nazionale, includendo diverse esibizioni dei musical candidati.

## Regole
L'eleggibilità è garantita solo a quegli show presentati durante la stagione passata a Broadway; aver chiuso non significa automaticamente ineleggibilità. Ai fini del premio, uno spettacolo o musical nuovo deve non essere stato prodotto precedentemente a Broadway e non deve essere parte di "repertorio storico o popolare".
La giuria è composta da approssimativamente 868 votanti provenienti da diverse area dell'industria dell'intrattenimento o da giornali.

## Categorie
- Miglior opera teatrale
- Miglior musical
- Miglior revival di un'opera teatrale
- Miglior revival di un musical
- Miglior libretto di un musical
- Miglior colonna sonora originale
- Miglior attore protagonista in un'opera teatrale
- Miglior attrice protagonista in un'opera teatrale
- Miglior attore protagonista in un musical
- Miglior attrice protagonista in un musical
- Miglior attore non protagonista in un'opera teatrale
- Miglior attrice non protagonista in un'opera teatrale
- Miglior attore non protagonista in un musical
- Miglior attrice non protagonista in un musical
- Miglior scenografia di un'opera teatrale
- Miglior scenografia di un musical
- Migliori costumi di un'opera teatrale
- Migliori costumi di un musical
- Miglior luce di un'opera teatrale
- Miglior luce di un musical
- Miglior regia di un'opera teatrale
- Miglior regia di un musical
- Miglior coreografia
- Miglior orchestrazione

### Categorie speciali
- Regional Theatre Tony Award
- Special Tony Award (incluso Lifetime Achievement Award)
- Tony Honors per l'eccellenza in teatro
- Isabelle Stevenson Award

### Categorie passate
- Miglior autore
- Miglior conduttore e direttore musicale
- Miglior interpretazione di principianti
- Miglior tecnico di palco
- Miglior evento speciale teatrale
- Miglior sonoro di uno spettacolo
- Miglior sonoro di un musical

#### Categorie divise in spettacolo/musical
- Miglior revival
- Miglior scenografia
- Migliori costumi
- Miglior luce
- Miglior regia